# Knowth Timber Circle
Der Knowth Timber Circle wurde zwischen 2800 und 2500 v. Chr. in der Nähe des östlichen Zugangs des Hügel 1 von Knowth im County Meath in Irland errichtet.
Es handelt sich um einen Timber Circle, der unter Verwendung der 33 prähistorischen Pfostenlöcher rekonstruiert wurde. In der Nähe des Kreises wurde wie bei Lagavooren 7 (7,5 km entfernt) Grooved Ware gefunden. Der Zeitraum kurz vor dem Auftreten der Glockenbecherkultur wird nach der typischen Art der Keramik mit einem flachen Boden und geraden Seiten als Grooved-Ware-Zeit bezeichnet. Auch Votivgaben wurden in und um den Kreis gefunden, was darauf hindeutet, dass er für rituelle Zwecke verwendet wurde.
Timber Circles haben ihrer Natur wegen nie als erhaltene Denkmäler überlebt. Sie sind nur durch archäologische Ausgrabungen bekannt, oder weil sie per Luftaufnahme in Feldern erkannt wurden. Sie finden sich mehrheitlich in England und Wales, stammen aus der Stein- und Bronzezeit und werden in zwei Gruppen aufgeteilt. Als eigenständiges Denkmal errichtete Kreise wie Knowth oder als Kreise, deren Spuren unter Grabhügeln entdeckt wurden.

## Wales
In Montgomeryshire in Wales befindet sich einer aus jeder Kategorie. Der bekanntere ist Sarn-y-bryn caled, der 1990 ausgegraben wurde. Der doppelte Kreis von etwa 17 m Durchmesser, der aus Eichenstämmen errichtet war, birgt zwei Feuerbestattungen im inneren des Kreises. Die Primärbestattung wurde mit vier kalzinierten Pfeilspitzen aus Feuerstein und Peterborough Ware gefunden. Der zweite Kreis wurde unter einem runden Grabhügel auf dem Caebetin-Hügel in der Nähe von Kerry zusammen mit einem kleinen unverzierten Behältnis entdeckt.
Weitere Timber-Kreise in Wales sind z. B.:
- „Brenig 44“ (oder Brenig Ringcairn) in Denbighshire (Sir Ddinbych)
- Einhegung von Hindwell in Powys.

## Datierung
Es ist schwierig Holzkreise zu datieren. Datierung in der Archäologie erfolgt entweder direkt (Radiokarbon Datierung von organischen Materialien) oder durch vergleichende Datierung (Ähnlichkeiten von Keramik oder Feuerstein Tools). Holz kann archäologischen schlecht überleben, und so ist es nicht üblich Holz in Pfostenlöchern zu finden. Aber Artefakte und Datierungsbelege finden sich in sogenannten „Verwitterungskegeln“ in den Pfostenlöchern.